# Hannu Väisänen
Hannu Pekka Antero Väisänen (né le 2 octobre 1951 à Oulu) est un écrivain et artiste plasticien finlandais habitant à Souillac en France,.

## Biographie
Les parents de Hannu Väisänen sont Heikki Väisänen et Anja Lehtomäki,.
Väisänen habite depuis 1989 en France, d'abord à Paris puis à Souillac.
Son compagnon de vie est Christophe Rischard.

## Carrière
Hannu Väisänen étudie à l'académie des beaux-arts d'Helsinki de 1970 à 1974.

## Écrits

### Livres
- (fi) Johannes puhuu Prochorokselle (Poésie), Helsinki, Kirjayhtymä, 1989 (ISBN 978-951-26-3369-2)
- trilogie autobiographique Antero:

1. (fi) Vanikan palat (Roman), Helsinki, Otava, 2004 (ISBN 978-951-1-18884-1)
2. (fi) Toiset kengät (Roman), Helsinki, Otava, 2007, 367 p. (ISBN 978-951-1-21272-0)
3. (fi) Kuperat ja koverat (Roman), Helsinki, Otava, 2010, 431 p. (ISBN 978-951-1-23250-6)[7]

- (fi) Apupata (nouvelles), Helsinki, Otava, 2011 (ISBN 978-951-1-24803-3)
- (fi) Taivaanvartijat (Roman), Otava, 2013[8]

### Articles
- Erään maton transkendenssi. Muoto, 1990, No 4, p. 12–15
- Kuvia Mirja Airaksen kuvien takana. Taide, 1984, No 5, p. 38–41
- Recreating the Kalevala. Books from Finland, 1999, No 2, p. 113–118
- Minun pohjoiseni – Septemptrionalia. Kaltio 1/2005

## Art plastique

### Expositions personnelles
- 2019, All About Yellow, Galerie Forsblom, Helsinki
- 2018, Musée WAM, Turku
- 2016, Galerie Forsblom, Helsinki
- 2014, Galerie Forsblom, Helsinki,
- 2013, Galerie Forsblom, Helsinki,
- 2011, Musée d'art de Lapinlahti, Lapinlahti,
- 2011, Musée d'art de Joensuu (fi),
- 2010, Galerie Anhava, Helsinki,
- 2007, Galerie Anhava, Helsinki,
- 2005, Galerie Krijger & Katwijk, Amsterdam,
- 2004, Galerie Anhava, Helsinki,
- 2003, Institut Finlandais de Madrid (fi),
- 2002, Galerie Anhava, Helsinki,
- 2002, Galerie Nanky de Vreeze, Amsterdam,
- 2001, Musée d'art Sara Hildén, Tampere,
- 2000, Galerie Anhava, Helsinki,

### Expositions de groupe
- 2014, Galerie Forsblom, Helsinki,
- 2013, Galerie Forsblom, Helsinki,
- 2011–2009, Carnegie Art Award, Copenhagen, Reykjavik, Oslo, Stockholm, Helsinki, Londres,
- 2008, Kalevala, Ateneum, Helsinki,
- 2008, Koiran ja suden välissä, Musée d'art moderne d'Espoo,
- 2008, Spläsh, Musée Amos Anderson, Helsinki,
- 2007, Boogie Woogie, Galerie d'art d'Helsinki,
- 2005, Orientalia, Vaasa; Göteborg; Musée d'art de Salo
- 2005, Itätuulen tuomaa, Musée Amos Anderson, Helsinki,

### Œuvres publiques
- 2005, Kohotetut tilat, Oulu,
- 2006, Yö lehtitalossa, Kaleva, Oulu,
- 1998, Se mikä uudistaa, Cathédrale d'Oulu,
- 1996, Linos et Terpsicore, Opéra national de Finlande, Helsinki,
- 1989, Retable et 9 peintures, Église Mikael d'Helsinki, Helsinki
- 1977, Retable et peintures murales, Église Saint-Thomas de Puolivälinkangas, Oulu.

## Prix
- 1993, Médaille Pro Finlandia
- 1997, Prix Ars Fennica
- 2005, Médaille Kiitos kirjasta
- 2007, Prix d'État pour les arts visuels
- 2007, Prix Finlandia
- 2015, Prix de l'Etat finlandais pour la littérature
- 2016, Docteur Honoris Causa , Université d'Oulu